# Ambergris Caye
Ambergris Caye ist die größte von über 200 Inseln vor der Küste von Belize in Mittelamerika.
Die Insel ist etwa 34 Kilometer lang und liegt 56 Kilometer nordöstlich von Belize City im Karibischen Meer. Die Flächenausdehnung beträgt 64 km². Der Hauptort ist San Pedro mit rund 12.900 Einwohnern (Stand 2009), die fast ausschließlich vom Tourismus leben. Politisch gehört Ambergris Caye zur Provinz Belize District. Die Insel hat ihren Namen vom Ambergris (Ambra grisea, zu deutsch Ambra oder Amber), eine wachsartige Substanz aus dem Verdauungstrakt von Pottwalen, das dort in großen Mengen angespült wurde.
Die ersten Bewohner von Ambergris Caye waren Maya – die ältesten Spuren reichen bis in die Späte Vorklassik zurück. Erst im 17. Jahrhundert kamen die ersten Europäer auf die Insel – hauptsächlich Piraten.
Neben Ambergris Caye verläuft das Belize Barrier Reef, weshalb sich Ambergris Caye als Ausgangspunkt für Touren von Tauchern und Schnorchlern anbietet. Die Insel ist heute das größte Touristenzentrum in Belize.